# Robin Gadola
Robin Gadola (* 7. Oktober 1994 in Uster) ist ein Schweizer Squashspieler.

## Karriere
Robin Gadola spielte 2013 erstmals und seit 2018 regelmässig auf der PSA World Tour und gewann auf dieser bislang zwei Titel. Sein erster Titelgewinn gelang ihm im September 2022 in Hobart. Seine höchste Platzierung in der Weltrangliste erreichte er mit Rang 105 im Dezember 2021. Mit der Schweizer Nationalmannschaft nahm er 2018, 2019 und 2022 an der Europameisterschaft teil. 2019, 2023 und 2024 gehörte er ausserdem zum Schweizer Kader bei der Weltmeisterschaft. Darüber hinaus erreichte er 2019 und 2021 jeweils das Halbfinale bei den Schweizer Meisterschaften.

## Erfolge
- Gewonnene PSA-Titel: 2